# La realtà come costruzione sociale
La realtà come costruzione sociale (The Social Construction of Reality) è un saggio di Peter L. Berger e Thomas Luckmann pubblicato nel 1966, testo fondamentale della sociologia della conoscenza. La International Sociological Association annovera quest'opera tra i 10 testi più influenti del secolo XX . Edito in italiano dal 1969, la traduzione di M. Sofri Innocenti si trova nel catalogo de Il Mulino.